# Limopsis multistriata
Limopsis multistriata is een tweekleppigensoort uit de familie van de Limopsidae. De wetenschappelijke naam van de soort is voor het eerst geldig gepubliceerd in 1775 door Forsskål in Niebuhr.